# Psyrassa rufofemorata
Psyrassa rufofemorata är en skalbaggsart som beskrevs av Linsley 1935. Psyrassa rufofemorata ingår i släktet Psyrassa och familjen långhorningar. Inga underarter finns listade i Catalogue of Life.